# Тохта (Павлодарская область)
Тохта (каз. Тоқта) — село в Иртышском районе Павлодарской области Казахстана. Расположено в 244 км к северо-западу от областного центра — Павлодара и в 75 км к юго-западу от районного центра — Иртышска. Административный центр и единственный населённый пункт Тохтинской сельской администрации. Код КАТО — 554669100.

## История
В 1914 году был основан хутор Тохта.
Село было центральной усадьбой бывшего зернового совхоза «Голубовский», образованного в 1954 году на землях колхозов имени Калинина и имени Кагановича и части земель совхоза «Суворовский».
В 4 км к западу от села Тохта располагалось исчезнувшее село Добромыслово.

## Население
В 1985 году в селе проживали 1368 человек. В 1999 году население села составляло 1143 человека (566 мужчин и 577 женщин). По данным переписи 2009 года, в селе проживало 356 человек (174 мужчины и 182 женщины).